# Carmen Ejogo

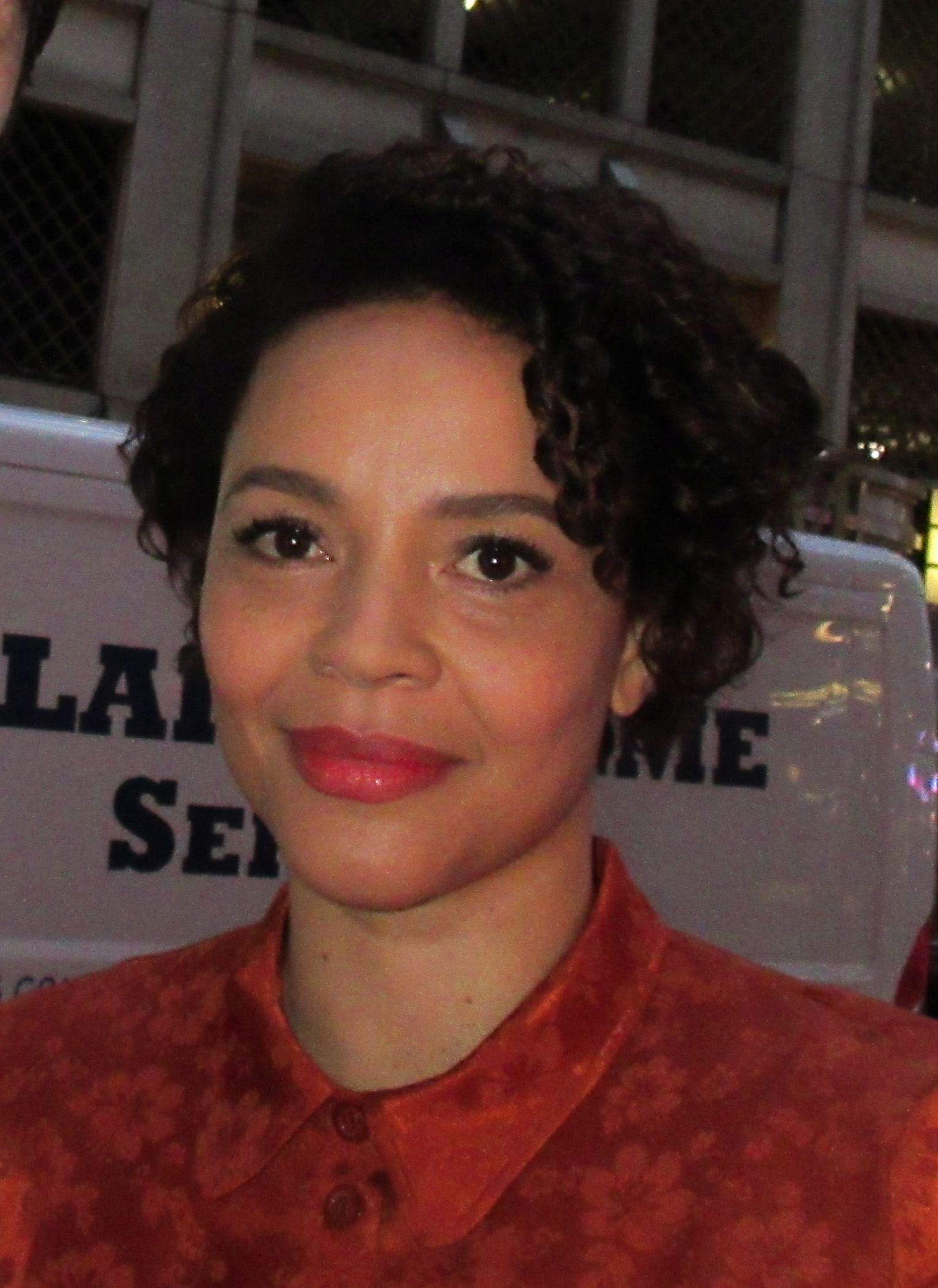
Carmen Ejogo (2019)

Carmen Elizabeth Ejogo (* 22. Oktober 1973 in London) ist eine britische Schauspielerin und Sängerin.

## Karriere
Ejogo begann ihre Karriere beim britischen Fernsehen, wo sie von 1993 bis 1995 die Show Saturday Disney moderierte. Ab Mitte der 1990er Jahre folgten dann erste größere Rollen in Film- und Fernsehproduktionen. Im Jahr 2000 übernahm sie in Sally Hemings: An American Scandal die Rolle der Sklavin Sally Hemings. Für ihre Rolle in Lackawanna Blues war sie beim Image Award 2006 als Beste Darstellerin in einem Fernsehfilm/Miniserie nominiert.
2014 trat sie in der Blumhouse-Produktion The Purge: Anarchy als Eva Sanchez auf. Im gleichen Jahr übernahm sie in Selma die Rolle der Bürgerrechtlerin Coretta Scott King. Im Harry-Potter-Spin-off Phantastische Tierwesen und wo sie zu finden sind (2016)  und seinem Nachfolger Phantastische Tierwesen: Grindelwalds Verbrechen (2018) war sie als Seraphina Picquery zu sehen.
Neben ihrer Karriere als Schauspielerin war Ejogo sporadisch auch als Sängerin tätig. Sie arbeitete unter anderem mit Alex Reece und Tricky zusammen. Für den Soundtrack zum Film Sparkle steuerte sie 2012 mehrere Gesangsbeiträge bei.
Für ihre Darstellung in Robert Budreaus Filmbiografie Born to be Blue über den Jazzmusiker Chet Baker wurde sie bei den Canadian Screen Awards 2017 als Beste Hauptdarstellerin nominiert.

## Privatleben
1998 war Ejogo kurzzeitig mit dem Musiker Tricky verheiratet. Seit dem Jahr 2000 ist sie mit dem US-amerikanischen Schauspieler Jeffrey Wright verheiratet, den sie bei den Dreharbeiten zum HBO-Film Boykott kennenlernte. Das Paar hat zwei Kinder und lebt in Brooklyn, New York City.

## Filmografie (Auswahl)
- 1986: Absolute Beginners – Junge Helden (Absolute Beginners)
- 1996: Cold Lazarus (Fernsehserie, vier Episoden)
- 1997: Metro – Verhandeln ist reine Nervensache (Metro)
- 1998: I Want You
- 1998: Mit Schirm, Charme und Melone (The Avengers)
- 1998: Colour Blind (Fernsehserie, zwei Episoden)
- 1999: Tube Tales (Segment Steal Away)
- 2000: Sally Hemings: An American Scandal (Fernsehfilm)
- 2000: Verlorene Liebesmüh’ (Love’s Labour’s Lost)
- 2001: Perfume
- 2001: Boykott (Boycott, Fernsehfilm)
- 2001: Schlimmer geht’s immer! (What’s the Worst That Could Happen?)
- 2004: Noel
- 2005: Lackawanna Blues (Fernsehfilm)
- 2006–2007: Kidnapped – 13 Tage Hoffnung (Kidnapped, Fernsehserie, 13 Episoden)
- 2007: M.O.N.Y. (Fernsehfilm)
- 2007: Die Fremde in dir (The Brave One)
- 2008: Das Gesetz der Ehre (Pride and Glory)
- 2009: Away We Go – Auf nach Irgendwo (Away We Go)
- 2011: Chaos (Fernsehserie, 13 Episoden)
- 2012: Sparkle
- 2012: Alex Cross
- 2013: Zero Hour (Fernsehserie, 13 Episoden)
- 2014: The Purge: Anarchy
- 2014: Selma
- 2015: Born to be Blue
- 2016: Phantastische Tierwesen und wo sie zu finden sind (Fantastic Beasts and Where to Find Them)
- 2017: Alien: Covenant
- 2017: It Comes at Night
- 2017: Roman J. Israel, Esq. – Die Wahrheit und nichts als die Wahrheit (Roman J. Israel, Esq.)
- 2017: The Girlfriend Experience (Fernsehserie, sieben Episoden)
- 2018: Phantastische Tierwesen: Grindelwalds Verbrechen (Fantastic Beasts: The Crimes of Grindelwald)
- 2019: True Detective (Fernsehserie, acht Episoden)
- 2019: Der Biss der Klapperschlange (Rattlesnake)
- 2020: Die fantastische Reise des Dr. Dolittle (Dolittle, Stimme)
- 2020: Self Made: Das Leben von Madam C.J. Walker (Self Made: Inspired by the Life of Madam C.J. Walker, Fernsehserie, vier Episoden)
- 2020–2023: Your Honor (Fernsehserie, 13 Episoden)
- 2022: Forty Winks
- 2023: I’m a Virgo (Fernsehserie, sechs Episoden)
- 2023: The Crowded Room (Fernsehserie, vier Episoden)
- 2024: The Penguin (Miniserie)
- 2025: Fountain of Youth

## Diskografie (Auswahl)
Gesang
- 1996: Alex Reece – Candles (4th & Broadway)
- 1999: Tricky – Slowly (DreamWorks Records)
- 2012: V.A. – Sparkle: Original Motion Picture Soundtrack (RCA)